# Zuhal Gencer
Zuhal Gencer, all'anagrafe Zuhal Gencer Erkaya (Istanbul, 13 luglio 1961), è un'attrice turca.

## Biografia
Nata nel 1961 a Istanbul (Turchia), Zuhal Gencer dopo essersi formata presso lo studio di formazione teatrale, ha fondato con Taner Barlas e i suoi amici il teatro Taner Barlas Mime, dove ha lavorato per cinque anni. Successivamente ha preso parte alla fondazione del teatro municipale di Bakırköy, dove ha recitato nello spettacolo Zilli Zarife. Successivamente ha lavorato come attrice presso il teatro Gülriz Sururi, il teatro Yeditepe e il teatro studio. Nel 1997 stata anche tra i fondatori del teatro comunale di Kocaeli, dove ci lavora fin dalla fondazione.

## Filmografia

### Cinema
- Devlerin Ölümü, regia di İrfan Tözüm (1991)
- Sarı Tebessüm, regia di Seçkin Yasar (1992)
- C Blok, regia di Zeki Demirkubuz (1994)
- Babam Askerde, regia di Handan İpekçi (1994)
- 8. Saat, regia di Cemal Gözütok (1995)
- Solgun Bir Sarı Gül, regia di Canan Evcimen Obay (1996)
- Kaç Para Kaç, regia di Reha Erdem (1998)
- Uzak, regia di Nuri Bilge Ceylan (2002)
- Pars: Kiraz Operasyonu, regia di Osman Sınav (2007)
- Ulak, regia di Çağan Irmak (2007)
- Tamam mıyız?, regia di Çağan Irmak (2013)
- Albüm, regia di Mehmet Can Mertoğlu (2016)
- Bir Nefes Yeter, regia di Yasemin Erkul Türkmenli (2017)

### Televisione
- Gecenin Öteki Yüzü – serie TV (TRT 1, 1987)
- Cahide – serie TV (TRT 1, 1989)
- Issızlığın Ortası – serie TV, 1 episodio (1991)
- Kanunun Ötesinde – film TV (1992)
- Şaşıfelek Çıkmazı – serie TV (TRT 1, 1996-1998, 2001)
- 5 Maymun Çetesi – serie TV, 32 episodi (TGRT, 1999)
- Esir Şehrin İnsanları – serie TV (TRT 1, 2003)
- Müjgan Bey – serie TV (Show TV, 2004)
- Arapsaçı – serie TV, 4 episodi (ATV, 2004)
- 24 Saat – serie TV (Star TV, 2004)
- Kabuslar Evi: Tanıdık Yabancı, regia di Çağan Irmak – film TV (Kanal D, 2006)
- Yersiz Yurtsuz – serie TV, 8 episodi (ATV, 2007)
- Sinekli Bakkal – serie TV (ATV, 2007)
- Limon Ağacı – serie TV (ATV, 2008)
- Yol Arkadaşım – serie TV (Kanal D, Star TV, 2008-2009)
- Güldünya – serie TV (Star TV, 2008-2009)
- Hanımın Çiftliği – serie TV, 57 episodi (Kanal D, 2009-2011)
- Uçurum – serie TV, 18 episodi (ATV, 2012)
- Sevdaluk – serie TV (Show TV, 2013)
- Günahkar – serie TV, 7 episodi (Fox, 2014)
- Anne – serie TV, 4 episodi (Star TV, 2017)
- Gülizar – serie TV, 10 episodi (Kanal D, 2018)
- Canevim – serie TV, 17 episodi (ATV, 2019)
- My Home My Destiny (Doğduğun Ev Kaderindir) – serie TV, 43 episodi (TV8, 2019-2021)
- Son Yaz – serie TV, 5 episodi (Fox, 2021)
- Ruhun Duymaz – serie TV, 9 episodi (Fox, 2023)
- Deha – serie TV (Show TV, 2024-2025)

### Cortometraggi
- Bosporus, regia di Martin Werner (2011)
- Truth, regia di Öykü Aytulun (2019)
- Günaydın Anne, regia di Oben Yılmaz (2024)

## Teatro
- Martı di Richard Bach, presso il teatro Taner Barlas Mime (1984)
- Sanat Uzun Hayat Kısa di John Arden, presso il teatro Taner Barlas Mime (1985)
- Değişim di Franz Kafka, presso il teatro Taner Barlas Mime (1986)
- Zilli Zarife di Haldun Taner, presso i teatri municipali di Bakırköy (1989)
- Tiyatrocu di Gülriz Sururi, presso il teatro Gulriz Sururi (1991)
- Tatlı Para di Edward Albee, presso il teatro Gulriz Sururi (1992)
- Hoş Geldin Amerika di Haluk Işık, presso il teatro Yeditepe (1994)
- Çöplük di Turgay Nar, diretto da Işıl Kasapoğlu, presso lo studio teatrale (1995)
- Hamlet di William Shakespeare, diretto da Işıl Kasapoğlu, presso il teatro comunale di Kocaeli (1997)
- Lysistrata (Kadınlar Savaşı) di Aristofane, diretto da Bülent Emin Yarar, presso il teatro comunale di Kocaeli (1998)
- Roberto Zucco di Bernard-Marie Koltès, diretto da Işıl Kasapoğlu, presso il teatro comunale di Kocaeli (1999)
- Hayat Devam Ediyor, presso il teatro comunale di Kocaeli (2000)
- Bir Yaz Gecesi Rüyası di William Shakespeare, diretto da Barış Falay, presso il teatro comunale di Kocaeli (2001)
- Bir Şehnaz Oyun di Turgut Özakman, diretto da Yücel Erten, presso il teatro comunale di Kocaeli (2001)
- Yaşar Ne Yaşar Ne Yaşamaz di Aziz Nesin, presso il teatro statale di Adana (2004)
- Tartuffe di Molière, diretto da George Antadze, presso il teatro comunale di Kocaeli (2005)
- Yalancının Resmi di Memet Baydur, diretto da Çetin Sarıkartal, presso il teatro comunale di Kocaeli (2005)
- Yolcu di Mevlânâ, adattamento di Mehmet Sait Karaçorlu, diretto da Ali Düşenkalkar, presso il teatro comunale di Kocaeli (2007)
- İkinin Biri di Ray Cooney, diretto da Haldun Dormen, presso il teatro comunale di Kocaeli (2009)
- Kösem Sultan di Turan Oflazoğlu, diretto da Murat Atak, presso il teatro comunale di Kocaeli (2011)
- Lulabay, curato e diretto da Aslıhan Erguvan, presso il teatro Pangar (2012)
- V. Frank di Friedrich Dürrenmatt, presso il teatro comunale di Kocaeli (2014)
- Köpeklerin İsyan Günü di Ceren Ercan, diretto da Mark Levitas, presso il teatro della piattaforma (2016)
- Hak di Berkay Ateş, diretto da Bora Seçkin, presso il teatro comunale di Kocaeli (2017)
- En Güzel Parçam di Zeynep Özyağcılar, diretto da Kayhan Berkin, presso il teatro Martı (2021)

## Doppiatrici italiane
Nelle versioni in italiano dei suoi film e delle sue serie TV, Zuhal Gencer è stata doppiata da:
- Beatrice Margiotti[12] in My Home My Destiny[13]

## Riconoscimenti
- Ankara International Film Festival
  - 2002: Vincitrice come Miglior attrice non protagonista per il film Uzak
- International Izmir Film Festival
  - 2020: Candidata come Miglior attrice non protagonista in una serie televisiva per My Home My Destiny (Doğduğun Ev Kaderindir)
- Turkish Film Critics Association (SIYAD) Awards
  - 1995: Vincitrice come Miglior attrice non protagonista per i film Babam Askerde e C Blok
  - 1999: Candidata come Miglior attrice non protagonista per il film Kaç Para Kaç
  - 2002: Candidata come Miglior attrice non protagonista per il film Uzak